# De trouwe Johannes

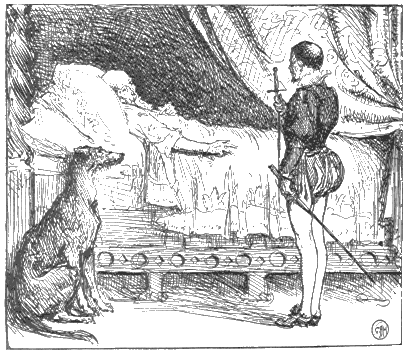
Illustratie van H.J. Ford in de Engelse uitgave van het sprookje uit 1889

De trouwe Johannes (ook wel Trouwe Johannes) is een sprookje dat werd verzameld door de gebroeders Grimm voor Kinder- und Hausmärchen. De oorspronkelijke titel is Der treue Johannes, het kreeg als volgnummer KHM6.

## Het verhaal
Een oude koning is ziek en laat zijn lievelingsdienaar Trouwe Johannes komen. De koning vraagt of Trouwe Johannes als pleegvader voor zijn nog jonge zoon wil zorgen, omdat die niet altijd weet wat goed voor hem is. Trouwe Johannes belooft goed voor de jongen te zullen zorgen, zelfs al zou dit hem zijn leven kosten. Na de dood van de koning moet Trouwe Johannes alle kamers, zalen, gewelven en schatten in het kasteel aan de jongen laten zien. Maar de laatste kamer in de lange gang, waar het portret van de koningsdochter van het gouden dak verborgen is, mag niet betreden worden door de jongen. De jongen zal namelijk verliefd worden op het meisje en bewusteloos neervallen als hij het ziet, hij zal tevens in grote gevaren belanden. Trouwe Johannes belooft de jongen te beschermen tegen het gevaar, waarna de koning sterft.
De oude koning wordt begraven en de jonge koning hoort van Trouwe Johannes dat die net zo trouw aan hem zal zijn als aan zijn vader. Na de rouwtijd wil de jonge koning zijn erfgoed bekijken en Trouwe Johannes toont hem het hele paleis. Alleen de verboden kamer wordt niet geopend, maar de jonge koning merkt dit en vraagt waarom de deur steeds voorbij gelopen wordt. Trouwe Johannes waarschuwt dat er iets in de kamer aanwezig is, waarvan de jonge koning erg zal schrikken. De jonge koning dwingt Trouwe Johannes echter toch de deur te openen (ondanks vele waarschuwingen) en Trouwe Johannes gehoorzaamt bedroefd. Trouwe Johannes stapt als eerste naar binnen, en probeert op deze manier het portret te verbergen voor de jonge koning.
De jonge koning kijkt echter over Trouwe Johannes' schouder heen en ziet een schilderij dat glanst van goud en edelstenen, waarna hij bewusteloos op de grond valt. Trouwe Johannes tilt de jonge koning naar zijn bed en geeft hem wijn om aan te sterken. De jonge koning wil weten wie op het portret staat afgebeeld, en Trouwe Johannes antwoordt dat dit de koningsdochter van het gouden dak is. De jonge koning vraagt aan zijn dienaar om hem te helpen de koningsdochter te ontmoeten en Trouwe Johannes vertelt hem dat alle tafels, stoelen, schalen, bekers, nappen en al het andere huisraad van de koningsdochter van goud zijn gemaakt. Hij raadt de koning aan om de goudsmeden van het rijk één ton te verwerken tot vaatwerk en gereedschap, vogels, wild en wonderbaarlijke dieren om in de smaak van de koningsdochter te vallen. Het advies wordt opgevolgd en ze laden de kostbaarheden op een schip, waarna Trouwe Johannes koopmanskleren aantrekt.
Ook de koning trekt deze kleding aan en ze varen over de zee tot ze bij de stad van de koningsdochter van het gouden dak aankomen. Trouwe Johannes gaat alleen naar de koningsdochter en raadt de koning aan het schip netjes te maken en te versieren, voor het geval zij met hem terug zal keren. Op de binnenplaats van het paleis ziet hij een waterput en een mooi meisje, ze heeft twee gouden emmers in haar handen en schept er water mee. Als ze de vreemdeling ziet, wil ze weten wie hij is en Trouwe Johannes antwoordt dat hij een koopman is. Hij laat enkele gouden spullen zien en het meisje wil deze aan de koningsdochter tonen. Ze neemt hem mee naar boven en de koningsdochter wil alle spullen kopen. Trouwe Johannes antwoordt dat hij slechts een knecht van de rijke koopman is en dat er nog meer kostbaarheden op een schip zijn verzameld.
De koningsdochter wil al het goud laten halen maar Trouwe Johannes antwoordt dat het paleis hier niet groot genoeg voor is, hierna wil de koningsdochter de rijkdommen met haar eigen ogen aanschouwen. Trouwe Johannes neemt haar mee naar het schip en de koning ziet dat ze nog mooier is dan op het schilderij. De koning neemt haar mee naar binnen, waarna Trouwe Johannes de stuurman opdraagt om te vertrekken met alle zeilen bijgezet (zodat het schip door de lucht vliegt). Vele uren verstrijken terwijl de prinses de gouden stukken bekijkt, als ze naar huis wil, merkt ze pas dat het schip vertrokken is. Ze schrikt erg, maar bedaart als ze het verhaal van de koning hoort. Ze stemt toe zijn gemalin te worden en vat genegenheid voor hem op. Op volle zee maakt Trouwe Johannes muziek op de voorplecht, wanneer hij drie raven ziet aankomen. Hij hoort dat de raven praten over de ontvoering van de koningsdochter en over een vosrood paard, waarop de koning zal springen als ze aan land aankomen.
Het paard zal in de lucht wegvliegen, waardoor de koning de koningsdochter nooit meer terug zal zien. De enige ontsnapping zou zijn dat een ander op het paard zou springen, het pistool uit de holster pakt en het paard doodschiet. Als iemand dit de koning zal vertellen, zal die persoon van tenen tot knie veranderen in steen. Als het paard wordt gedood kan de koning zijn bruid nog niet houden, want in het paleis zal een schaal met bruidshemd klaarliggen dat van goud en zilver schijnt te zijn gemaakt. Als de koning dit hemd aantrekt, zal hij verbranden met huid en haar. Maar als iemand met handschoenen het hemd pakt en in het vuur gooit, dan is de jonge koning gered. Als iemand dit de koning zal vertellen, zal hij verstenen van knie tot hart. De derde raaf vertelt dan dat er na de bruiloft een dans zal beginnen, maar tijdens de dans zal de koningin verbleken en voor dood neervallen. Ze zal sterven, tenzij iemand haar optilt en drie druppels bloed uit haar borst zuigt (en weer uitspuwt). Maar als dit wordt verraden dan wordt zijn lichaam versteend van kruin tot aan zijn tenen.
Trouwe Johannes besluit zijn meester te redden van het onheil, al zal hij daar zelf aan ten onder gaan. Als ze aan land gaan, komt inderdaad een vosrood paard aanrennen. Trouwe Johannes voorkomt dat de koning op het paard springt, springt er zelf op en schiet het beest dood. De andere dienaren van de koning spreken schande van deze daad, maar de koning laat zijn allertrouwste Johannes niet vallen omdat hij hem vertrouwt, en laat de dienaren zwijgen. De koning ziet dan het prachtige hemd en wil het pakken, maar Trouwe Johannes duwt hem weg en gooit het hemd in het vuur (terwijl hij handschoenen draagt). Opnieuw spreken de andere dienaren schande van deze daad en opnieuw neemt de jonge koning het op voor Trouwe Johannes. De bruiloft wordt gevierd en tijdens de dans let Trouwe Johannes goed op het gezicht van de koningin, als ze verbleekt en op de grond valt springt hij op haar af en tilt haar naar een kamer. Hij legt de koningin neer en zuigt drie druppels bloed uit haar borst, waarna hij ze uitspuugt en de koningin weer gaat ademen.
De jonge koning heeft dit alles gezien en begrijpt er niets van, hij wordt kwaad en laat zijn trouwe dienaar in de gevangenis gooien. Trouwe Johannes wordt veroordeeld en naar de galg gebracht, hij vraagt of hij nog iets mag zeggen voor hij ter dood wordt gebracht. Hij vertelt over het gesprek van de raven, de koning vraagt genade als hij de ware toedracht hoort en laat Trouwe Johannes van de galg halen. Maar Trouwe Johannes is versteend bij zijn laatste woord, waarna de koning en koningin diepbedroefd raken. Het stenen beeld wordt opgepakt en naast het bed in de slaapkamer van het echtpaar gezet. Na enige tijd bevalt de koningin van een tweeling, het zijn twee zoontjes. Ze groeien op en als de koningin in de kerk is, let de vader op. Tijdens het spelen kijkt de koning verdrietig naar het stenen beeld, hij verzucht dat hij Trouwe Johannes graag weer levend zou maken.
Het beeld spreekt dan en vertelt dat dit mogelijk is, als de koning hem zal geven wat hem het dierbaarst is. De koning roept uit dat hij alles in de wereld zou overhebben om zijn trouwe dienaar te bevrijden uit de steen. De steen vertelt dat hij eigenhandig de hoofden van de tweeling moet afhakken, met het bloed moet het stenen beeld bestreken worden. De koning trekt zijn zwaard en doodt zijn kinderen, Trouwe Johannes wordt inderdaad weer levend als de steen met het bloed bestreken wordt. Trouwe Johannes pakt de hoofden van de kinderen en beloont de koning voor zijn trouw, door deze weer op de lichamen te plaatsen. Hij bestrijkt de wonden met het bloed, waarna de kinderen weer genezen.
Het lijkt alsof er niets is gebeurd, als de koningin terugkomt worden de kinderen en Trouwe Johannes in een kast verstopt. De koning vraagt of zijn vrouw is gaan bidden in de kerk en ze vertelt dat dit klopt, ze moest steeds aan Trouwe Johannes denken. De koning vertelt dat ze het leven van Trouwe Johannes terug kunnen geven, door hun kinderen te offeren. De koningin verbleekt en vertelt dat ze hem dit schuldig zijn. De koning is blij dat de koningin hier ook zo over denkt, hij loopt naar de kast en haalt de kinderen en Trouwe Johannes eruit. De koning vertelt de koningin wat er is gebeurd toen ze weg was, en ze leefden nog lang en gelukkig tot het eind van hun dagen.

## Achtergronden
- Dit sprookje kwam voor in Zwehrn in Nederhessen en uit de omgeving van Paderborn.
- Het sprookje is toegevoegd in de tweede druk van Kinder- und Hausmärchen.
- Dit sprookje is bijzonder rijk aan beelden.
- Het hoofdmotief van het sprookje is vriendschap tot aan de dood.
- In een andere versie zijn het niet een knecht en koningszoon, maar twee jongens die op hetzelfde moment worden geboren. Zie ook De twee gebroeders (KHM60).
- Verwante verhalen zijn te vinden in de Pentamerone van Giambattista Basile (De raven) en de Siegfried-sage.
- Het verstaan van dieren komt voor in De witte slang (KHM17), De drie talen (KHM33) en het middeleeuwse Karel ende Elegast.
- Verstenen komt voor in De twee gebroeders (KHM60), De bijenkoningin (KHM62) en Jorinde en Joringel (KHM69). Ook de wolf versteent in een versie van De wolf en de zeven geitjes. Zie ook De Didibri-Draken.
- De verboden kamer komt voor in Het kind van Maria (KHM3), Vleerkens vogel (KHM46) en Blauwbaard.
- Dodelijke kleding komt ook voor in de Griekse mythologie (in het verhaal over de sterfelijke vrouw Deianeira die een in bloed gedrenkt hemd krijgt van de vermoorde centaur Nessus, hiermee wordt haar man Herakles later krankzinnig gemaakt en hij doodt zijn vrouw en kinderen).
- De koningszoon die vermomd als koopman een koningsdochter schaakt, komt al voor bij Herodotus en in het middeleeuwse epos Floris ende Blancefloer.
- De drie raven die gevaren verraden zijn de vogels van het noodlot. Raven worden beschouwd als gedachten van hogere wezens, denk ook aan de raven van Wodan (Huginn en Muninn). Ze spreken enkel in de nacht en worden gehoord door iemand die waakt, als anderen slapen. Dit kan duiden op een ander bewustzijn.
- Drie druppels bloed komen ook voor in Vrijer Roland (KHM56), De ganzenhoedster (KHM89), de Parzival-sage en verwijzen naar het verleden. Er vloeit vaker bloed in sprookjes (zoals de moeder van Sneeuwwitje die zich prikt, waarna druppels bloed in de sneeuw vallen).
- Het dier als helper komt in heel veel sprookjes voor:
  - een beer in De twee gebroeders (KHM60)
  - een bij in De bijenkoningin (KHM62) en De twee reisgezellen (KHM107)
  - duiven in Assepoester (KHM21), De drie talen (KHM33) en De oude vrouw in het bos (KHM123)
  - een eend in Hans en Grietje (KHM15), De bijenkoningin (KHM62) en De twee reisgezellen (KHM107)
  - een geit in Eenoogje, tweeoogje en drieoogje (KHM130)
  - een haan in De drie gelukskinderen (KHM70)
  - een haas in De twee gebroeders (KHM60)
  - een hond in De drie talen (KHM33) en De oude Sultan (KHM48)
  - een kat in De drie gelukskinderen (KHM70) en De arme molenaarsknecht en het katje (KHM106)
  - een leeuw in De twee gebroeders (KHM60), De twaalf jagers (KHM67) en De koningszoon die nergens bang voor was (KHM121)
  - mieren in De witte slang (KHM17) en De bijenkoningin (KHM62)
  - een ooievaar in De twee reisgezellen (KHM107)
  - een paard in De ganzenhoedster (KHM89)
  - een pad in De drie veren (KHM63) en De ijzeren kachel (KHM127)
  - een raaf in De witte slang (KHM17) en Het boerke (KHM61)
  - een schimmel in Fernand getrouw en Fernand ontrouw (KHM126)
  - een slang in De drie slangenbladeren (KHM16) en De witte slang (KHM17)
  - een veulen in De twee reisgezellen (KHM107)
  - een vis in De witte slang (KHM17), Van de visser en zijn vrouw (KHM19), De goudkinderen (KHM85), Fernand getrouw en Fernand ontrouw (KHM126) en Het zeehaasje (KHM191)
  - een vogel in Assepoester (KHM21), De drie talen (KHM33) en De roverbruidegom (KHM40)
  - een vos in De gouden vogel (KHM57), De twee gebroeders (KHM60) en Het zeehaasje (KHM191)
  - een wolf in De oude Sultan (KHM48) en De twee gebroeders (KHM60)
- Verwante sprookjes komen voor in Roemenië (Het betoverde varken).
- Trouwe dienaren komen voor in meerdere sprookjes, bijvoorbeeld De zes dienaren (KHM134).
- Het sprookje werd ook opgenomen in European Folk and Fairy Tales van Joseph Jacobs en in The Blue Fairy Book van Andrew Lang.
- Vergelijk De geduldsteen.